# Culinária da Estônia

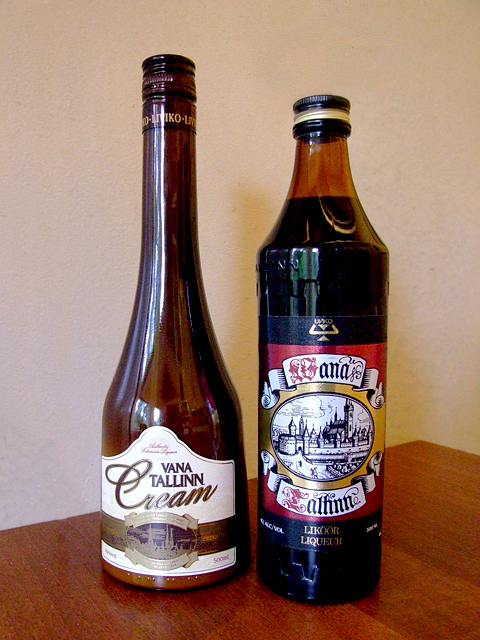
Vana Tallinn

A culinária da Estônia (ou Estónia) (em estoniano: eesti köök), assim como todo o restante de sua cultura sofreu grande influência de outros povos ao longo de sua história. Os estonianos pertencem ao grupo fino-báltico originário da região do rio Volga, onde surgiu, por volta de 2000 a.C., a sua ltura. Há diversas teorias sobre a época em que se deram as migrações desses povos, que teriam alcançado a região báltica no começo da era cristã; segundo outros, ali se teriam fixado muito antes. No litoral báltico já encontraram antigas populações germânicas, com as quais se e que os influenciaram culturalmente.
Através dos séculos, os estonianos sofreram sucessivas invasões e foram subjugados por diversos povos, de forma que os traços de sua cultura original só sobrevivem no folclore. A culinária da Estônia apresenta também essa forte influência da gastronomia desses povos, principalmente das culinárias escandinava, russa e alemã.
A culinária da Estónia é historicamente uma atividade de agricultores e pescadores pobres: carne de porco ou peixe, batatas, repolho e outros vegetais e derivados do leite, tudo acompanhado com pão de centeio. A sucessão das estações afetava grandemente a alimentação dos estónios: a primavera e verão eram épocas de abundância de vegetais frescos e frutas; nessa época, era típico cozinhar a carne no quintal. No inverno, era época de cozinhar cogumelos e comida conservada. O leite e seus derivados como a leitelho e a nata fermentada, com sabor ligeiramente azedo, são encontrados com muita frequência nas receitas estonianas. A comida nacional mais conhecida e muito servida durante todo o inverno e na noite de Natal é a verivorst (morcela), acompanhada de mulgikapsad (sauerkraut). 
Outro importante alimento na Estônia é o peixe, que é pescado no Mar Báltico ou nos inúmeros lagos e rios do interior do país. Um prato típico é o arenque com batatas cozidas, nata azeda e rodelas fatiadas de cebola entre outros ingredientes. 
As batatas também são ingredientes muito importantes na culinária estoniana, superando desde o final do século XIX o uso do nabo e da rutabaga. Apesar deles até hoje serem ainda muito apreciados.
Um dos alimentos estonianos mais antigos provavelmente seja a farinha de Kama (uma mistura de cevada assada, centeio, aveia e farinha de ervilha). Essa tradicional mistura de grãos triturados é até hoje usada para fazer algumas sobremesas ou como alimento para crianças.
Como seus vizinhos finlandeses e russos, os estonianos produzem suas próprias bebidas alcoólicas. As bebidas mais apreciadas são: a cerveja (como as das cervejarias Saku ou A. Le Coq), as vodcas regionais Viru Valge ou Saaremaa e o saboroso licor de ervas Vana Tallinn.

## Pratos tradicionais
- Marineeritud angerjas, enguia marinada, servida fria;
- Keel hernestega, outro aperitivo servido frio cujo ingrediente principal é língua;
- Sült, carne de porco cozida em geléia. A geléia é feita fervendo a carne de porco desossada, às vezes os pés ou a cabeça. É feita freqüentemente em grandes quantidades e depois armazenada em jarros;
- Verivorst (morcela), é um enchido (ou embutido) sem carne, recheado principalmente com sangue coagulado e arroz, de cor escura característica. É um prato estoniano muito típico de inverno e da noite de Natal. É servido acompanhado de uma geléia vermelha de frutos silvestres;
- Mulgikapsad, chucrute guisado com carne de porco, servido com batatas cozidas;
- Silgusoust, espécie de arenque pequeno do mar Báltico com toucinho no creme de leite;
- Karask, um bolo semelhante ao pão de cevada;
- Kali, uma bebida fermentada ligeiramente alcoólica e adocicada feita de pão preto ou de centeio.
- Kartulipõrsad, porquinhos de batata.

## Algumas receitas[1]
- Picle de abóbora – Ferver numa quantidade de água suficiente para cozer uma abóbora pequena, açúcar, canela em pau, gengibre partido em palitos, cravinhos, pimenta preta e da jamaica em grão; juntar a abóbora cortada em pequenos palitos, depois de descascada e limpa das sementes, e vinagre, e deixar ferver em fogo brando, até a abóbora ficar quase transparente, mas não cozida. Transferir a abóbora para frascos esterilizados e cobrir com o líquido onde ferveu, mas sem os temperos. Deixar “amadurecer” pelo menos uma semana, antes de utilizar.
- Pão de aveia e queijo – misturar requeijão e nata azeda, ou coalhada, ovos, leite e pequenas quantidades de sal e açúcar; juntar farinha de aveia, misturada com farinha de trigo e fermento, e óleo até obter uma massa como para um bolo. Deitar numa forma untada e deixar cozer em forno brando, 20-30 minutos, até ficar dourado.
- Empadão de batata e cogumelos selvagens (Lactarius deliciosus) – aquecer os cogumelos limpos e partidos numa frigideira, até deixarem de chiar; juntar manteiga e fritar. Entretanto, untar um pirex e cobrir o fundo com batata e alho porro cozidos e partidos em fatias finas, cobrir com os cogumelos fritos, juntar sal e pimenta, se necessário, e terminar de encher o pirex com batata e alho-porro; cobrir com nata líquida e queijo ralado. Assar em forno brando, cerca de 20 minutos, ou até ficar dourado. Servir guarnecido com ervas aromáticas e acompanhado com salada simples.
- Rosolje (salada de beterraba) – cortar em pequenos cubos batata, beterraba e ovos, todos cozidos e frios; juntar picles de pepino finamente cortados, pedaços de maçã, de fiambre e de arenques salgados (ou anchovas) e cebolinho partido; guardar na geleira. À parte, misturar queijo de nata fresca ou nata azeda com mostarda Pommery (não-cremosa), vinagre branco ou balsâmico, açúcar mascavado, sal e pimenta. Na altura de servir, bater bem o tempero e misturar com a salada.
- Sült (carne em geleia) – cozer carne de porco e de vaca com ossos (chispes até ao joelho e chambão); colocar na água ainda fria e ir tirando a espuma quando começar a ferver; baixar o lume, mas acrescentar água quente, se necessário, juntar cebolas a que apenas se cortaram as pontas (deixar a pele), cenouras aos pedaços, sal, pimenta, louro, alho e cravinho, e deixar ferver até a carne se puder separar bem dos ossos (3-4 horas). Separar a carne, cortá-la em pequenos pedaços e voltar a ferver no mesmo caldo, até este reduzir; colocar esta mistura em tigelas individuais e deixar arrefecer (5-8 horas). Servir frio, acompanhado de batatas cozidas quentes, mostarda forte ou rábano ralado e salada de abóbora.

### Doces
- Roosamannavaht (mousse de arandos vermelhos) – ferver sumo de arandos vermelhos com casca de limão e açúcar; juntar farinha de germe de trigo e, depois de bem misturada, deixar cozer a fogo brando durante 20-30 minutos. Tirar a mistura para uma tigela grande e bater até ficar em espuma; colocar na geleira pelo menos meia-hora e servir fresco, com leite.
- Karask – bater um ovo com nata azeda, açúcar e sal; misturar farinha de aveia, trigo integral e fermento; no fim, juntar cenoura ralada previamente salteada em manteiga. Colocar esta mistura numa forma e cozer no forno brando 30-45 minutos. Servir ainda quente com um molho de arandos vermelhos misturados com iogurte, açúcar e nata batida, que se tinha deixado na geleira.